# Haworthia vincentii
Haworthia vincentii är en grästrädsväxtart som beskrevs av Ingo Breuer. Haworthia vincentii ingår i släktet Haworthia och familjen grästrädsväxter. Inga underarter finns listade i Catalogue of Life.